# La Plata-observatoriet
La Plata-observatoriet (spanska: Observatorio Astronómico de La Plata) är ett obseratorium i La Plata, Argentina. Det byggdes 1883.
Minor Planet Center listar observatoriet som upptäckare av 5 asteroider.

## Asteroider upptäckta av La Plata-observatoriet
| 2103 Laverna    | 20 mars 1960  |
| 2307 Garuda     | 18 april 1957 |
| 3179 Beruti     | 31 mars 1962  |
| 3648 Raffinetti | 24 april 1957 |
| 4756 Asaramas   | 21 april 1950 |